# Lotf Ali Khan
Lotf Ali Khan (persiska: لطفعلى خان زند ), död 1794, var en persisk shah och den sista regenten i Zanddynastin och regerade från 10 maj 1789 till 30 oktober 1794.
Lotf Ali Khan var en kompetent militär och son till den mördade shahn Jafar Khan (r. 1785-1789) och barnbarn till dynastins grundare Karim Khan Zand. Redan efter att Karim Khan Zand avlidit 1779 försökte en rebellgrupp under ledning av Aga Muhammed Khan ta makten i Persien. 
Den 23 januari 1789 mutade Sayed Morad Khan en slavflicka att förgifta Jafar Khan, och tog makten. Lotf kom till undsättning, tillfångatog den nye shahn och avrättade honom som hämnd för sin far, och tog makten i riket.
Lotf Ali Kha gjorde stora anstängningar att bekämpa rebellerna men blev besegrad och tillfångatagen 1794 i Bam i Kerman där han blev torterad och avrättad, vilket blev slutet för Zanddynastin. Aga Muhammed Khan tog makten och grundade Qajardynastin